# Liste de prénoms occitans
Voici une liste de prénoms occitans. Leurs racines sont, comme dans l'ensemble de l'espace roman, majoritairement germaniques (proto-germanique, gothique, francique, vieux haut-allemand…), grecques, latines et hébraïques. L'origine et la signification sont données en regard de chaque prénom.
Les prénoms composés existent, mais ne sont pas reliés par un trait d'union : Maria Anna ou Marianna et non Maria-Anna.

## Prononciation
Cette liste étant rédigée en graphie classique :
- o = u
- ò = ɔ
- lh = ʎ
- nh = ɲ

## Abréviations
(m) = masculin ;

(f) = féminin ;

(x) = mixte ;

Prénom : origine et signification

## Prénoms
- Haut – A
- B
- C
- D
- E
- F
- G
- H
- I
- J
- K
- L
- M
- N
- O
- P
- Q
- R
- S
- T
- U
- V
- W
- X
- Y
- Z

### A
- (m) Aaron : de l'hébreu אַהֲרֹן aharone (haut placé ou éclairé).
- (m) Abdon : de l'hébreu עַבְדּוֹן Aḇdōn (serviteur)
- (f) Abdonìa : forme féminine d'Abdon.
- (m) Abèl : de l'hébreu הֶבֶל hevel (fragilité ou vanité des choses qui passent).
- (m) Abèlart
- (f) Abelarda : forme féminine d'Abelart.
- (f) Abèla ou Abelía : formes féminine d'Abèl.
- (f) Abondença : du latin abundantia (abondance, opulence).
- (m) Abram : de l'hébreu אַבְרָהָם abram.
- (m) Absalon : de l'hébreu אַבְשָׁלוֹם abbashalom (père de la paix).
- (m) Acaire : du grec akos (remède).
- (m) Achilo : du grec Ἀχιλλεύς Akhilleús (Achille, personnage de l'Illiade).
- (f) Adalarda : forme féminine d'Adalart.
- (m) Adalart : du germanique adal (noble) et hard (pur).
- (m) Adam ou Asam : de l'hébreu אדמה adama (terre).
- (f) Adèla : du germanique adal (noble).
- (f) Adelaída, Alaís, Alaïda, Alasais, Asalais ou Alazaís : du germanique adal (noble) et haid (lande, bruyère) ou heit (genre, apparence).
- (f) Adelìa : du germanique adal (noble).
- (f) Adeliça : du germanique adal (noble).
- (m) Adelin : du germanique adal (noble) et de helm (heaume, casque).
- (f) Adelina : du germanique adal (noble) et de lind (doux).
- (m) Adèlfe ou Adèufe : du grec adelphos (frère).
- (f) Adelfìa
- (m) Adeodat : du latin adeodatus (donné par Dieu).
- (m) Ademart ou Azemar : du germanique adal (noble) et mar (célèbre).
- (m) Adofe ou Ardofe : du proto-germanique *aþalaz (noble) et *wulfaz (loup).
- (f) Adofìa
- (m) Adon : du phénicien adôn (seigneur).
- (m) Adonis : du phénicien adôn (seigneur).
- (f) Adonisa
- (m) Adrian
- (f) Adriana : du latin Hadrianus, adjectif dérivé de Hadria, ville de Vénétie qui a donné son nom à la mer Adriatique.
- (f) Aelís
- (m) Agapet : grec agapê (amour).
- (f) Agata ou Agueta : du grec αγαθος agathos (bon, brave au combat).
- (m) Agaton : forme masculine d'Agata.
- (f) Aglaèa : du grec aglaïa (rayonnante de beauté).
- (m) Agripin : du latin agripeta (propriétaire).
- (f) Agripina
- (m) Agulin
- (m) Amable : du latin amabilis (digne d'être aimé).
- (m) Aimart : du germanique haïm (illustre maison).
- (m) Aiquem : du germanique aigan (posséder) et helm (heaume). La variante Eiquem existe aussi.
- (f) Anhesa : du grec ἁγνός hagnós (pur, chaste).
- (f) Agusta : du latin augustus (vénérable).
- (f) Aimada ou Amada : du latin amatus (amant, bien-aimé).
- (m) Aimat : forme masculine d'Aimada.
- (m) Aimeric : du germanique halm (maison) et ric (roi). La variante Meric existe aussi.
- (m) Aimon : du germanique haim (maison, foyer).
- (f) Aimona
- (f) Ainès : du grec ἁγνός hagnós (pur, chaste) ou de l'arabe ايناس Īnās (sympathique, généreuse). La variante Inès existe aussi.
- (m) Alan
- (f) Alana
- (f) Alba : variante d'Albana.
- (m) Alban ou Auban : du latin albus (blanc).
- (f) Albana ou Aubana
- (m) Alberic ou Auberic : du francique alb et ric (puissant).
- (m) Albèrt, Asalbèrt ou Aubèrt : du germanique adal (noble) et berht (brillant, illustre).
- (f) Alberta ou Auberta
- (f) Albertina ou Aubertina
- (m) Albin ou Aubin : variante d'Alban.
- (f) Albina ou Aubina
- (m) Alboín : du germanique alfwin (elfe-ami).
- (m) Alcide : du grec ἀλκή alkế (force, vigueur).
- (f) Alcidìa
- (f) Alda : du germanique alda (l'expérimentée, l'ancienne).
- (f) Aldegonda : du germanique adal (noble) et gund (guerre).
- (m) Aldo
- (m) Aldiquièr ou Alguièr
- (m) Aldoin
- (m) Alès
- (f) Alessandrina
- (m) Alèxis, Alèssì ou Alèissi : voir Alissandre.
- (f) Alèxia, Alessia,  Alessìa ou Alèissa
- (m) Alem
- (m) Alfrèd, Alfredo ou Aufrèd : de l'anglo-saxon ælf (elfe) et rēd (conseil, avis, bonheur).
- (f) Alicia ou Alitz : du germanique adal (noble) et haid (lande, bruyère) ou heit (genre, apparence).
- (f) Alison
- (f) Alienòr ou Aleonora : les variantes Elienòr et Elionor existent aussi.
- (f) Alina, Alinda ou Aidelina
- (m) Aleissandre ou Alissandre : du grec alexein (repousser). La variante Lissandre existe aussi.
- (x) Alis : du germanique adal (noble) et haid (lande, bruyère) ou heit (genre, apparence).
- (m) Alòi : du latin eligius (l'élu). Les variantes Elegi et Erige existent aussi.
- (f) Alodia
- (m) Amalric : du germanique amal (travail, labeur) et ric (puissant). La variante Malric existe aussi.
- (m) Amadèu ou Amadieu : du latin amatus (aimé) et deus (Dieu).
- (m) Amance : du latin amabilis (digne d'être aimé).
- (m) Amandin
- (f) Amandina : du latin amandus (celle qui est à aimer) ou (celle qui doit être aimée).
- (m) Amaniu ou Amanieu : de l'hébreu עִמָּנוּ אֵל ‘immânû ’él (Dieu parmi nous). Les variantes Emanuèl, Emmanuèl et Manuèl existent aussi.
- (m) Amador ou Amaidor : voir Aimada
- (m) Amans
- (m) Ambèrt : la variante Embèrt existe aussi.
- (m) Amiel ou Amièlh
- (f) Ambra : de l'arabe عنبر ʿanbar (ambre gris).
- (m) Ambròs ou Ambròsi : du grec ambrotos (immortel).
- (m) Ambrosina
- (f) Aimengarda : la variante Ermengarda existe aussi.
- (f) Amelha, Amielia ou Amelia : du gothique amal (travailleuse, diligente, assidue, courageuse).
- (m) Amic : du latin amicus.
- (f) Amiga forme féminine d'Amic.
- (m) Amòri : du gotique amal (travail, labeur) et ric (puissant).
- (m) Amor
- (m) Anael
- (f) Anaèla
- (f) Anaís ou Anaissa
- (m) Anastai ou Anastasi : du grec anastasis (résurrection).
- (m) Anatòli
- (m) Andraut
- (m) Andrieu : du grec andros (viril).
- (f) Andriva ou Andreva : forme féminine de Andrieu.
- (m) Anèir ou Anèr : du basque médiéval azeari (renard).
- (m) Anfós : du germanique adal (noble) et funs (rapide, impatient, courageux, prêt)[1].
- (f) Anfossina ou Anfosseta
- (m) Ange, Àngel ou Angèl : du grec agellos (messager, ange).
- (f) Angelica
- (f) Angelina : du grec agellos (messager, ange).
- (m) Anhan : du latin anianus.
- (f) Anna : de l'hébreu חַנָּה channah (grâce, faveur).
- (f) Anneta : variante d'Anna.
- (m) Annibal
- (m) Arricard ou Arricart : du proto-germanique rīkô (commandant) et harduz (fort). Les variantes Ricard, Ricaut et Rigaut existent aussi.
- (m) Arrobert : variante gasconne de Robert.
- (m) Anicet : du grec aniketos (invaincu, invincible).
- (m) Ansèlm ou Ansèume : du germanique ans (divinité) et helm (protection).
- (m) Ansine
- (m) Antòni : du latin Antonius (inestimable).
- (f) Antonieta
- (m) Antonin
- (m) Apòlit : du grec Ἱππόλυτος Hippólutos (qui délie les chevaux). Les variantes Ipolit et Pòli existent aussi.
- (m) Apollinar ou Appolinari
- (f) Apollònia
- (m) Aristides du grec aristeidês.
- (m) Aquiles
- (f) Ariana : du grec Ἀριάδνη Ariádnê (sacré).
- (f) Arleta : du vieux norrois hær (armée)et leif (veuve, sœur).
- (m) Armand : du germanique heri (armée) et man (homme).
- (f) Armanda
- (f) Armèla
- (f) Arnalda ou Arnauda
- (m) Arnaud : du germanique arn (aigle) et vald (dirigeant, chef).
- (m) Arnols
- (m) Arroman : variante gasconne de Roman.
- (m) Arrostanh ou Rostand : du germanique hrod (gloire) et stain (pierre). Les variantes Rostan et Rostand existent aussi.
- (m) Arsèni : du grec arsen (mâle).
- (m) Artèmi
- (m) Artús : Arthur, du proto-celtique artos (ours). Forme ancienne Artus, Arthur, qui donna le nom de famille Artus.
- (m) Arvei
- (f) Asalaís
- (m) Asemar : du germanique adal (noble) et mar (célèbre).
- (m) Assibat ou Assivat
- (f) Assarida ou Assalhida
- (f) Astèr : les variantes Estèr et Nèrta existent aussi.
- (m) Atanai ou Atanasi : du grec athanatos (immortel).
- (f) Atanaia ou Atanàsia
- (f) Aubrèa
- (f) Auda : du germanique alda (l'ancienne, l'expérimentée).
- (m) Audoard ou Edoard : du germanique ead (richesse) et weard (protéger).
- (m) Auderic, Audric ou Auseric
- (f) Audeta : du germanique oda (prospérité, félicité). La variante Odeta existe aussi.
- (f) Audila ou Audiarda : du germanique oda (prospérité, félicité). Les variante Odila et Odília existent aussi.
- (m) Audilon : la variante Odilon existe aussi.
- (f) Audrèa ou Audrèia : du vieil anglais æðel (noble) et þryð (puissance).
- (m) August
- (m) Augustin ou Austen
- (f) Aulària : du grec εὖaleîn (celle qui parle agréablement). La variante Eulàlia existe aussi.
- (m) Aureli : du latin aureolus (couvert d'or).
- (m) Aurelian : du latin aurelius (qui fait briller l'or).
- (f) Aurèlia : du latin aurum (or).
- (f) Aureliana
- (f) Auròra : du latin aurora (aurore, levant).
- (m) Ausòne ou Ausoni
- (m) Auziàs
- (f) Avelina : du latin avellana ou abellana (noisette).
- (f) Azalaïs : variante occitane d'Adélaïde

### B
- (f) Balbina : du latin balbus (bègue).
- (m) Baltazar ou Bautezar : de l'akkadien Bēl-šar-uṣur via le grec Βαλτάζαρ Baltázar (Bel protège le Roi).
- (m) Baptistòu ou Batista : du grec baptizein (plonger dans l'eau, immerger).
- (f) Batistina
- (f) Barbarà : du grec barbaros (celui qui ne parle pas le grec).
- (m) Barnabèu : du latin barnabas.
- (m) Barnard ou Bernat : du proto-germanique berô (ours) et harduz (fort).
- (m) Basili : du grec Βασιλεύς Basileus (roi).
- (m) Bastian : du grec sebastos (respecté, vénéré).
- (m) Bausèli : du latin baudilus (respecté, vénéré).
- (f) Beatritz : du latin beatus (bienheureux).
- (f) Belina, Babèu ou Belon : de l'hébreu אֱלִישֶׁבַע Élisheba (mon dieu est mon serment).
- (m) Benedeit ou Benedit : du latin benedictus (béni par Dieu).
- (f) Benedicta
- (m) Benezet ou Beneset : du latin benedictus (béni par Dieu).
- (m) Benjamin ou Benòni : de l'hébreu בְנְיָמִ benyamîn (fils de la droite) ou (fils de mes vieux jours).
- (m) Benvingut
- (m) Berenguer, Berenguier ou Berengier : du germanique beran (ours) et gari (lance).
- (m) Bernardin
- (m) Bertin ou Beròt
- (m) Bertomieu ou Bertolomieu : de l'araméen bar Tolmai (fils de Tolmaï).
- (m) Bertran : du germanique hramm (corbeau) et de behrt (brillant).
- (f) Bertrana
- (m) Benvengut
- (m) Blandin
- (m) Blasi
- (m) Bonaventura
- (m) Bonifaci : du latin bonifatius.
- (m) Brancat ou Brancai : du grec πάν pan (tout) et κράτος kratos (force).
- (m) Brasc : du basque belexko (petit corbeau).
- (m) Brès ou Brici : du gaulois brictos.
- (f) Bregida : du gaulois briga (élevée).
- (f) Brilheta
- (f) Bruna
- (m) Brunon

### C
- (m) Caín : de l'hébreu קין qáyin (javelot).
- (m) Calendal ou Calendau
- (m) Calist : du grec κάλλιστος kállistos (le meilleur, le plus beau).
- (m) Camil ou Camile : du latin camillus (serviteur de l'autel, enfant de chœur).
- (f) Camila
- (m) Caprasi
- (f) Capràsia
- (f) Cardichona
- (f) Carina : du latin carus (aimée, chère).
- (m) Carle ou Charles : du germanique karl (homme).
- (f) Carlòta
- (f) Caròla
- (f) Carolina
- (f) Carmen
- (m) Casemir, Casimer, Casimèr ou Casimir
- (m) Cassian : du latin cassius.
- (f) Cassiana
- (f) Catalina ou Catarina : du grec katharos (pur).
- (f) Catalina
- (f) Cecília, Cecilia, Ceselha ou Celha : du latin caecili (aveugle).
- (m) Celestin
- (f) Célestina
- (f) Celina : du latin caelina (céleste).
- (m) Cendron
- (f) Cendroseta ou Cendroleta
- (m) Cerí, Ceric ou Cric
- (m) Cesar: du latin caesare (pratiquer une césarienne).
- (m) Cesari
- (f) Cesària
- (f) Cesarina
- (f) Chantal : de l'occitan cantal (pierre ou moellon).
- (m) Cheslin
- (f) Chilou
- (m) Ciprian ou Çubran
- (f) Cipriana ou Çubrana
- (m) Ciriac
- (m) Ciril, Cirile ou Cirila : du grec kyrios (seigneur).
- (m) Clamenç ou Clemens : du latin clemens (bon, indulgent).
- (f) Clamença ou Clemença
- (m) Clar : forme masculine de Clara.
- (f) Clara, Clariana ou Clariòta : du latin clara (claire, lumineuse).
- (f) Clarissa
- (f) Clarmonda : les variantes Esclarmonda et Mondina existent aussi.
- (f) Clarmontina
- (m) Clariüs
- (f) Claudeta
- (m) Claudi : du latin claudius (boiteux). La variante Glaudi existe aussi.
- (f) Clàudia : la variante Glàudia existe aussi.
- (f) Claudina
- (f) Clementaina
- (m) Cleo
- (f) Clotilda : du germanique hlod (gloire) et hild (combat).
- (m) Colau
- (f) Coleta
- (m) Colin
- (f) Colina
- (f) Colomba, Coloma ou Colometa
- (f) Colombina
- (m) Colrat ou Conrad : du germanique kuon (audacieux) et rad (conseil).
- (f) Constància ou Constança : du latin constans (ferme, résolu).
- (m) Constantin
- (f) Constantina : du latin constans (ferme, résolu).
- (f) Corina : du grec κόρη korê (jeune fille, vierge).
- (m) Cosme ou Còsme
- (m) Cornelh
- (m) Crespin
- (f) Crespina
- (m) Crestian ou Cristian : du grec khristos (de manière forte).
- (f) Cristiana ou Crestiana : du latin christus.
- (f) Cristina ou Cristia
- (m) Cristostòm
- (m) Cristau, Cristòl, Cristòfol , Cristòli ou Cristòu : du grec χρίστος chrístos (Christ, sacré) et φέρω phérō (porter).
- (m) Cugat : du grec kukupha (houppe)
- (f) Cunegonda : du germanique kuni (clan, famille) et gund (guerre).

### D
- (f) Dafné
- (m) Dafnís : du grec δάφνη dáphnê (laurier).
- (m) Dagobèrt : du germanique dag (jour) et beraht (brillant, illustre).
- (m) Daidièr ou Deidier : du latin desiderius (désir).
- (m) Dalmace
- (m) Damian
- (f) Damiana
- (m) Damàs
- (m) Daniè, Danièl ou Danièu : de l'hébreu דָּנִיֵּאל Dāniyyēl (Dieu est mon juge).
- (f) Danièla
- (m) Danis, Danís ou Denís : du grec Διονύσιος Dionysos.
- (f) Danisa
- (m) Dàrius
- (m) Dàvi ou Dàvid : de l'hébreu דוד dawîd (bien-aimé).
- (m) Delfin ou Daufin : forme masculine de Delfina.
- (f) Delfina, Dalfina ou Delphine - liens : du latin delphinus (dauphin).
- (m) Demètri, Dimitrí ou Dimitri (prénom) : du latin demetrios (qui appartient à Déméter).
- (m) Deodat : du latin A Deo datus (donné par Dieu).
- (m) Desirat
- (f) Desirada : forme féminine de Desirat.
- (f) Diana
- (m) Diodòr : du grec Διόδωρος Diódôros (cadeau de Zeus).
- (m) Diogènes : du grec Διογένης Diogénês.
- (m) Docelin
- (f) Docelina ou Doecelina : du latin dulcis (doux).
- (f) Doça : du latin dulcis (doux).
- (m) Domenic, Dome, Domenge ou Domergue : du latin dominicus (qui est relatif au seigneur).
- (f) Domenja, Domengina ou Domerga : forme féminine de Domenic.
- (m) Domician : du latin domitor (le vainqueur).
- (m) Donat, Donacian ou Doat : du latin donatus (donné).
- (m) Dorian : δώρον doron (don, cadeau).
- (f) Doriana
- (f) Dorotèa
- (f) Dulcia

### E
- (m) Ebrard ou Evrard : du vieux haut allemand ebur (sanglier) et hard (dur).
- (m) Ectòr : du grec Ἕκτωρ Héktôr.
- (m) Ederlèzi
- (m) Edgar ou Edgart: du germanique ead (richesse, félicité) et gar (lance).
- (m) Edip : du grec Οἰδίπους Oidípous (pieds enflés).
- (f) Edita
- (m) Edmont ou Edmond
- (f) Edmonda ou Edméa
- (f) Edvigi ou Edvija : du germanique had (combat, bataille)) et wih (saint, sacré).
- (m) Eiquem : du germanique aigan (posséder) et helm (heaume). La variante Aiquem existe aussi.
- (m) Eli, Elian ou Elias : de l'hébreu אֵלִיָּהו ēliyahū (Mon Dieu est YHWH »).
- (f) Eliana
- (m) Elegi ou Erige : du latin eligius (l'élu). La variante Alòi existe aussi.
- (f) Elena ou Elina : du grec hélé (éclat du soleil). La variante Lena existe aussi.
- (f) Elienòr ou Elionor : les variantes Alienor et Aleonora existent aussi.
- (f) Elisa
- (f) Elisabèt, Elisabet ou Eisabèu : de l'hébreu אֱלִישֶׁבַע Elischeva (mon Dieu est ma subsistance).
- (f) Elisea
- (m) Elisi ou Elisèu : de l'hébreu אלישע El Yasa (Dieu a aidé).
- (m) Elme ou Èume : du germanique helm (casque, casaque).
- (f) Elodia : la variante Alodia existe aussi.
- (f) Elvira
- (m) Elzeart : de hébreu El (Dieu) et zecher (mémoire).
- (m) Embèrt : la variante Ambèrt existe aussi.
- (f) Emma ou Emà: du germanique erma (maison).
- (m) Emanuèl ou Emmanuèl : de l'hébreu עִמָּנוּ אֵל ‘immânû ’él (Dieu parmi nous). Les variantes Amanieu, Amaniu et Manuèl existent aussi.
- (f) Emmanuela : la variante Manuèla existe aussi.
- (m) Emili : la variante Amièlh existe aussi.
- (f) Emília : du latin aemula (la rivale).
- (m) Emilian
- (f) Emiliana
- (m) Enguerrand
- (m) Enric : du germanique heim (maison) et rik (roi).
- (f) Enriqueta : forme féminine d'Enric.
- (m) Eribert : du germanique hari (armée) et berht (illustre, brillant).
- (m) Erasme: du grec ερασμιος erasmios (aimable, charmant).
- (m) Eric : du germanique ehre (honneur) et rik (roi).
- (f) Ermengarda : la variante Aimengarda existe aussi.
- (f) Erminia
- (m) Ernèst ou Ernest : du vieux haut allemand ernust (fermeté, sincérité, combat).
- (f) Ernèsta ou Ernestina
- (f) Esclarmonda : les variantes Clarmonda et Mondina existent aussi.
- (f) Esmerauda : du grec σμάραγδος smáragdos (émeraude).
- (m) Estanislas ou Estanislau
- (f) Estela ou Estèla : du latin stella (étoile).
- (f) Estèr : les variantes Astèr et Nèrta existent aussi.
- (m) Estérel ou Esterèu
- (m) Estefan, Esteben, Estében ou Estéven : du grec stephanos (couronne).
- (f) Estefaneta, Estefània, Estèva ou Estevena
- (m) Estève ou Estèfe : du grec stephanos (couronne).
- (f) Eufràsia
- (m) Eugèni : du grec Εὐγένιος Eugénios (bien-né).
- (f) Eugènia : grec Εὐγενία Eu̍genía (bien-née).
- (f) Eulàlia : du grec εὖaleîn (celle qui parle agréablement). La variante Aulària existe aussi.
- (m) Eumiliò
- (m) Eusèbi : du grec εὖ eu (bien) et σέβειν sebein (respecter).
- (f) Eusèbia
- (m) Eustaqui ou Estaqui : du grec εὖστάχυς eustakhus (qui porte de beaux épis).
- (m) Eutròpi ou Estròpi
- (f) Èva : de l’hébreu חַוָּה hawwâh (vivante).
- (f) Evelina : de l'hébreu havvah (vie source de vie) ou du gotique awi (grâce, merci).
- (m) Evaris ou Evariste
- (m) Exupèri

### F
- (m) Fabian : du latin faba (fève).
- (f) Fabiana
- (f) Fabiolà
- (m) Fabrici : du latin faber (artisan, forgeron).
- (f) Faïs
- (m) Falba
- (f) Faneta
- (f) Faní
- (m) Fauquet
- (m) Faure
- (m) Faustin
- (f) Faustina : du latin faustus (favorable).
- (m) Febus : du grec Φοῖβος Phoíbos (le brillant).
- (m) Felibert ou Filibert : du germanique fili (beaucoup) et berht (brillant, illustre).
- (m) Feliç ou Fèlix : du latin felix (fertile, heureux). Les variantes Heliç et Helics existent aussi.
- (f) Felicia, Felícia ou Feliça : forme féminine de Feliç.
- (m) Felician : du latin felix (fertile, heureux).
- (f) Feliciana
- (m) Felicitat : du latin felicitas (bonheur, chance).
- (m) Felip ou Falip : du grec Φίλιππος philippos (qui aime les chevaux). La variante Halip existe aussi.
- (f) Felipina
- (m) Fiacre
- (m) Fermin : du latin firmus (solide, constant, ferme).
- (m) Ferran, Ferrand ou Ferdinand : du gothique friþ (protection, sécurité) nanþ (audace, témérité). La variante Herran existe aussi.
- (f) Ferdinanda ou Ferranda
- (m) Fernand ou Ferran
- (f) Fernanda
- (m) Ferriòl, Ferriòu ou Ferruou
- (m) Fidèl ou Fidèu
- (f) Filadèlfa : du grec Φιλάδελφος Philadelphos (qui aime son frère) ou du grec Φιλάδελφἠ Philadelphé (qui aime sa sœur).
- (m) Filemon : du grec Φιλήμων Philếmôn (amical, affectueux).
- (f) Filemona
- (f) Filomena : du grec philoménos (aimé).
- (f) Fina
- (m) Flavian : du latin flavius (jaune, blond).
- (f) Flàvia : forme féminine de Flavian.
- (f) Flor, Flora, Floreta ou Florina
- (m) Florenç ou Florens : du latin florens (florissant, en fleur).
- (f) Florença
- (m) Florencian
- (m) Florèns
- (m) Florentin
- (f) Florentina
- (m) Florés
- (m) Florestan
- (m) Florian (prénom) : du latin florens (florissant, en fleur).
- (f) Floriana
- (f) Florina
- (f) Florissen
- (m) Fòrt
- (m) Fortunat : du latin fortunatus (fortuné).
- (f) Fortunada : forme féminine de Fortunat.
- (m) Franc
- (f) França : du latin francus (libre)[2].
- (m) Francés ou Francesc[2].
- (f) Francesa ou Francesca[2].
- (f) Francina
- (m) Francís
- (m) Frederi ou Frederic : du germanique frid (paix) et ric (puissant).
- (f) Frederica
- (m) Fris
- (f) Frisa ou Frisia
- (m) Fulgenci

### G
- (m) Gabian
- (f) Gabiana
- (m) Gabin : du latin gabinus.
- (m) Gabrièl ou Gabrièu : de l'hébreu גַּבְרִיאֵל ġabrīēl (force de Dieu).
- (f) Gabriela, Gabrièla ou Gabrièle
- (m) Gacian : du latin gatianus.
- (f) Gaciana
- (f) Garmonda ou Germonda
- (m) Gaetan ou Gaietan
- (f) Gaetana ou Gaietana
- (m) Galhard, Gualhard, Gui, Guis ou Guiu : du germanique wid (bois, forêt).
- (f) Garsenda
- (m) Gashia : du basque hartz (ours).
- (m) Gaspard
- (m) Gaston
- (m) Gaucelin
- (m) Gaudenç : du latin gaudentius.
- (f) Gaudéncia ou Gaudencia
- (f) Gaia : du grec Γῆ Gễ (Terre).
- (m) Gassan
- (m) Gassia
- (f) Gaudia
- (m) Gaufrèdi ou Godofred : du germanique gaut et frid (paix). La variante Jaufre existe aussi.
- (m) Gaussem
- (m) Gautèr[a], Gautèir, Gautièr ou Gautier : du proto-germanique waldijaną (gouverner).
- (m) Gedeon : de l'hébreu גדעון Guide'on.
- (f) Gema ou Gemma
- (m) Genès
- (m) Genovier : les variante, Janvier, Janvié et Genovié existent aussi.
- (f) Genoviera
- (f) Genevieva ou Geneviva
- (f) Gensemina : la variante Jansemina existe aussi.
- (m) Geraud ou Giraud
- (f) Gerauda ou Girauda
- (m) Geri, Gèli, Gili ou Gilon : du grec Αίγίδιον aigidion (peau de chevreau).
- (m) German
- (f) Germana
- (m) Germonde
- (m) Gerard, Geraud ou Girard : du germanique gēr (lance) et hard (dur, fort).
- (m) Geròni, Giròme ou Giròni
- (m) Gervai ou Gervasi
- (f) Gervàsia
- (m) Gilbèrt, Gilabèrt ou Gilbert - liens : du germanique gisil (hampe de flèche) et berht (illustre, brillant).
- (f) Gilbèrta Gilaberta, Gilabèrta ou Giliberta
- (m) Gildàs
- (f) Gileta ou Gilona
- (f) Gineta
- (f) Giraudina
- (f) Gisèla : du germanique gīsal (otage).
- (m) Glaudi : du latin claudius (boiteux). La variante Claudi existe aussi.
- (f) Glàudia : la variante Clàudia existe aussi.
- (m) Gonçalve ou Gonçau : du germanique gund (combat).
- (m) Gontram ou Gontran : du germanique gund (combat) et hramn (corbeau).
- (f) Gràcia ou Gracia
- (m) Gracian
- (f) Graciana
- (m) Gregòri
- (m) Guilhèm ou Guilherme : du germanique will (volonté) et helm (casque, heaume).
- (f) Guilhemana, Guilhemeta ou Guilhermina
- (m) Guinòt
- (f) Guirauda
- (m) Guiscard
- (m) Guíshen
- (f) Guishena
- (f) Guislana
- (m) Gustau ou Gustavi
- (m) Gustin
- (f) Gustina

### H
- (m) Halip du grec Φίλιππος philippos (qui aime les chevaux). Les variantes Falip et Felip existent aussi.
- (m) Heliç ou Helics : du latin felix (fertile, heureux). Les variantes Feliç et Fèlix existent aussi.
- (m) Herran : du gothique friþ (protection, sécurité) nanþ (audace, témérité). Les variantes Ferran, Ferrand et Ferdinand et existent aussi.
- (m) Horsan
- (m) Hòrt
- (m) Hortic : prénom gascon.
- (m) Huc : du germanique hûg (intelligence, esprit, pensée). Les variantes Uc, Ugo, Ugon et Ugues existent aussi.

### I
- (m) Iacin : du grec ὑάκινθος huakinthos. La variante Jacint existe aussi.
- (f) Ida
- (f) Ideleta
- (m) Inhaci ou Inhasi : du latin ignis (feu).
- (m) Igòr
- (m) Ilari
- (m) Ilària
- (m) Inian ou Inhan
- (f) Inès : du grec ἁγνός hagnós (chaste, pure) ou de l'arabe ايناس ʾĪnās (sympathique, généreuse). La variante Ainès existe aussi.
- (m) Innocenci ou Innocent : du latin in-nocens (qui ne nuit pas).
- (f) Iolanda
- (m) Ipolit : du grec Ἱππόλυτος Hippólutos (qui délie les chevaux). Les variantes Apòlit et Pòli existent aussi.
- (f) Irèna, Irena ou Irenèu : du grec εἰρήνη Eiréné (paix).
- (m) Isaac : de l'hébreu יצחק yiṣḥāq (il rira).
- (f) Isabèl
- (f) Isangarda
- (m) Isarn
- (f) Isaura
- (m) Isidòr : du grec Ἱσίδωρος Isídôros (cadeau d'Isis).
- (f) Isèu, Iseut ou Isadau
- (m) Ismaèl : de l'hébreu ישׁמעאל Išma`e’l (Dieu a entendu).
- (f) Isolina
- (m) Isòp
- (m) Ital : forme occitane du prénom italien Italo (d'après le latin Italus)[2].
- (f) Itala[2]
- (m) Iveta
- (f) Iveta ou Ivèta
- (m) Ivon
- (f) Ivona

### J
- (m) Jacin : du grec ὑάκινθος huakinthos. La variante Iacint existe aussi.
- (f) Jacinta
- (m) Jacme[b]
- (f) Jacmeta
- (m) Jacòb : de l'hébreu יעקב Ya`aqob (celui qui prend par le talon).
- (m) Jacomin
- (f) Jacomina : forme féminine de Jacomin.
- (m) Jàguen[c]
- (f) Jansemina : la variante Gensemina existe aussi.
- (m) Janvier : les variantes Janvié, Genovier et Genovié existent aussi.
- (f) Janviera : la variante Genoviera existe aussi.
- (m) Jaufre : du germanique gaut et frid (paix). Les variantes Gaufrèdi et Godofred existent aussi.
- (m) Jaume : même étymologie que Jacòb.
- (f) Jaumeta
- (m) Jausep, Josèp ou Jausé : de l'hébreu יוֹסֵף Yosef (il augmentera, il ajoutera, il fera croître).
- (m) Javièr
- (m) Jerèmi, Jerèmias ou Jeremias : de l'hébreu יִרְמְיָהוּ Yirməyāhū (Dieu élèvera, rehaussera).
- (f) Jerèmia ou Jerèmi
- (m) Jiròni : du grec ἱερός hierόs (sacré) et ὄνομα ónoma (nom). Les variantes Geròni, Giròme et Giròni existent aussi.
- (m) Joachim ou Joaquim : de l'hébreu יְהוֹיָקִים yehoyakim (Jéhovah met debout).
- (f) Joachima ou Joaquima
- (m) Joan ou Jan : de l'hébreu יהוהנן yehohānan (YHWH fait grâce).
- (f) Joana, Jan ou Juan[d]
- (f) Joaneta, Joanina : équivalents occitans de Jeanette/Jeannine.
- (m) Joanin : forme dérivée de Joan.
- (m) Joanina
- (m) Joèl ou Joèu : de l'hébreu יואל (Yahvé est Dieu).
- (f) Joèla
- (f) Jordana : de l'hébreu ירד Yarad (Jourdain).
- (m) Jòrdi, Jòrdic, Jòrge, Jòrgi ou Jòrli : du grec Γεώργιος geórgios (celui qui travaille à la terre).
- (f) Jordeta, Jorgieta ou Jorgina
- (f) Josèpa
- (f) Josefina ou Josepina
- (m) Joset
- (f) Josèla ou Joseta
- (f) Josiana
- (m) Juda : de l'hébreu יְהוּדָה Yehoudah.
- (f) Judit : de l'hébreu יְהוּדִית Yehudit (louée ou juive).
- (m) Juli ou Joli
- (f) Julia, Júlia, Julià, Jolia ou Jòlia
- (m) Julian ou Jolian
- (f) Juliana ou Joliana
- (f) Julieta ou Jolieta
- (m) Junian
- (m) Just
- (m) Justin : du latin justus (juste).
- (f) Justina
- (m) Justinian
- (f) Justiniana

### L
- (m) Ladislau
- (m) Lambert : du germanique land (pays) et bert (illustre, brillant).
- (m) Landri, Landric ou Laneiric
- (m) Laugier, Leugier ou Leugièr : du germanique leod (peuple) et gar (lance).
- (f) Laura : du latin laurus (laurier).
- (m) Laurenç ou Laurens : du latin laurentius (celui qui porte le laurier).
- (f) Laurença
- (m) Laurian
- (m) Lasèr, Lazar ou Lazèr : de l'hébreu אלעזר El-azar (Dieu a aidé).
- (f) Lasèria ou Lazarina
- (f) Lea : de l'hébreu לֵאָה le'ah (la fatiguée).
- (m) Leandre
- (m) Lélian
- (f) Leocàdia
- (m) Leon ou Liunet : du latin leo (lion).
- (f) Leona
- (f) Lena : du grec hélé (éclat du soleil). Les variantes Elena et Elina existent aussi.
- (m) Leonard ou Leunard
- (m) Leonç ou Lionç
- (f) Leonça, Leòncia ou Lióncia
- (m) Leonidas ou Leonidàs
- (f) Leontina
- (m) Leopòld ou Liebaud : du germanique liut (peuple) et bold (courageux).
- (f) Letícia
- (f) Lidia ou Lídia
- (f) Lidvina
- (f) Linon : prénom landais.
- (f) Lisa
- (f) Liseta
- (m) Lissandre ou Lissandri[e] : variante d'Alissandre.
- (f) Lissandrina
- (f) Liurada
- (f) Loba : forme féminine de Lop.
- (m) Loís ou Lòis[f] : du germanique hlod (gloire) et wig (combat).
- (f) Loísa
- (m) Lop : du latin lupus (loup).
- (m) Lotari : du germanique hlut (fort) et heri (armée).
- (m) Luc (prénom) : du latin lux (lumière) ou du grec λευκός leukos (blanc, lumière, pur).
- (m) Lucàs
- (f) Lucia ou Lúcia
- (m) Lucian
- (f) Luciana
- (m) Lucrèci
- (f) Lucrècia
- (m) Ludovic : du germanique hlod (gloire) et wig (combat).
- (m) Lugan : du latin lucus (bois sacré).
- (f) Lugana
- (f) Lutz

### M
- (m) Macari : du grec makarios (bienheureux).
- (f) Macària
- (f) Maélis : du celtique mael (prince, grand, chef).
- (f) Magali ou Magalí : prénom provençal
- (f) Madalena, Magdalena ou Matalena
- (f) Magalona
- (f) Mailís ou Maylis : prénom gascon
- (m) Maime, Maissim, Maissime, Maxim ou Maxime : du latin maximus (le plus grand).
- (f) Maima
- (m) Maissimilian ou Maximilian
- (m) Maissemin ou Maximin
- (m) Maissenç ou Maixent : du latin maxentius.
- (m) Maissenci ou Maxenci : du latin maxentius.
- (m) Mamert
- (m) Manfred, Manfrèd ou Manfrè : du germanique man (homme et frid (paix).
- (f) Manon : de l'hébreu mar-van (goutte de mer).
- (m) Manuèl : de l'hébreu עִמָּנוּ אֵל ‘immânû ’él (Dieu parmi nous). Les variantes Amanieu, Amaniu, Emanuèl et Emmanuèl existent aussi.
- (f) Manuela : la variante Emmanuela existe aussi.
- (m) Marc : du latin marticus (consacré au dieu Mars).
- (m) Marçal ou Marçau : du latin martialus (dédié au dieu Mars).
- (m) Marcèl ou Marcèu
- (f) Marcèla
- (m) Marcelin
- (f) Marcelina
- (f) Marcera
- (m) Marcian
- (m) Marcòri
- (f) Margarida : du grec μαργαρίτης margarítes (perle).
- (f) Margòt
- (f) Maria : de l'araméen mariam.
- (f) Mairiam : de l'hébreu מרים myriam (chère, aimée) lui-même issu de l'araméen mariam.
- (f) Mariana ou Marianna
- (m) Marin : du latin marinus.
- (f) Marieta
- (f) Marina
- (f) Marineta
- (f) Marion
- (f) Marisa
- (m) Marius, Màrius ou Mariüs : du latin mare (mer) ou un dérivé du prénom hébraïque מרים myriam.
- (f) Marta, Martolana ou Marton
- (m) Martin
- (f) Martina
- (m) Martinian
- (m) Martòri ou Matiàs
- (m) Matalin
- (f) Matalina
- (m) Matèu, Matièu ou Matiu : de l'hébreu מַתִּת mattith (don) et יָהוּ Yāhū (forme abrégée de YHWH).
- (f) Matilda : du germanique maht (force, puissance) et hild (combat).
- (f) Mativa : forme féminine de Matèu.
- (m) Maur ou Mauri
- (m) Maurici ou Maurise : du latin mauricius (maure).
- (f) Mauriceta
- (m) Maurin : du latin maurinus.
- (m) Meard
- (m) Medard ou Mesard
- (f) Melània, Melania ou Melina : du grec μέλανος melanos (noir, sombre).
- (f) Melianda
- (f) Melina
- (f) Melusina
- (f) Menina
- (m) Meinard : du vieux haut allemand megin (pouvoir, force, puissance) et hard (dur).
- (m) Melquiòr ou Melciòr
- (m) Menaut ou Manaud, Manaut
- (f) Menauda
- (f) Mercè, Mercédes ou Mercedès
- (m) Meric : du germanique halm (maison) et ric (roi). La variante Aimeric existe aussi.
- (f) Michiala
- (m) Miquèl, Miquèu ou Michèu : de l'hébreu מיכאל michael (qui est comme Dieu ?).
- (m) Miquèla ou Michèla
- (m) Miquelina
- (f) Miramond
- (f) Mirèia, Mirelha ou Mirèlha : prénom féminin popularisé par Frédéric Mistral provenant du prénom hébraïque מרים myriam.
- (m) Mesmin
- (f) Mondana
- (m) Modest, Modèst ou Modeste : du latin modestus (réservé, modéré).
- (f) Modèsta
- (f) Mondina : les variantes Clarmonda et Esclarmonda existent aussi.
- (m) Moisès : de l'hébreu מֹשֶׁה Moshé.
- (f) Monica
- (m) Morgan : prénom celtique signifiant né de la mer.
- (f) Morgana

### N
- (m) Nadal ou Nadau
- (f) Nadala
- (f) Nadalia ou Natalia : du latin natalis (jour de la naissance).
- (f) Nadege : du russe Надежда nadejda (espérance, espoir).
- (f) Nadina
- (f) Naís
- (f) Naneta
- (f) Nanon
- (m) Narcís : du grec Νάρκισσος Nárkissos (peur, chaos, désastre).
- (m) Nasari, Nari ou Nazari
- (f) Natachà
- (f) Natalena
- (m) Nectari
- (f) Nèrta : les variantes Astèr et Estèr existent aussi.
- (f) Nèus : du latin nivem (neige).
- (m) Nestòr du grec Νέστωρ Néstôr.
- (m) Nicasi
- (m) Nicéfòr : du grec Νικη nikê (victoire) et φόρος phorein (porter).
- (f) Nicòla : forme féminine de Nicolau.
- (m) Nicolau : du grec Νικό nikê (victoire) et λαος laos (peuple). La variante Micolau existe aussi.
- (m) Nicodèm, Nicodème ou Nicodèmes
- (f) Nina
- (m) Noè : de l'hébreu נֹחַ nōa'h.
- (f) Norina : forme féminine de Norat.
- (m) Norat : la variante Onorat existe aussi.
- (m) Norbèrt ou Norbert : du germanique north (nord) et bert (brillant).

### O
- (m) Octavi : du latin octavus (le huitième).
- (f) Octàvia
- (m) Octavian
- (f) Octaviana
- (f) Odila ou Odília : du germanique od (biens, richesses, prospérité). Les variantes Audila et Audiarda existent aussi.
- (m) Odilon : la variante Audilon existe aussi.
- (f) Ofèlia ou Ofelia : du grec ὠφέλεια (celle qui aide).
- (f) Olímpia ou Olimpa
- (m) Olimp ou Olimpe
- (m) Oliu, Olivièr ou  Olivier : du germanique alf (elfe ou être surnaturel) et her (armée, guerrier, chef d'armée).
- (m) Omèr
- (f) Onorada : forme féminine d'Onorat.
- (m) Onorat : la variante Norat existe aussi.
- (f) Onorina
- (m) Oraci
- (m) Orens
- (m) Oscar
- (f) Ortensia ou Ortènsi : du latin Hortensius, dérivé du mot hortus (le jardin).
- (f) Orsula : du gaulois artula (petite oursonne). La variante Ursula existe aussi.
- (m) Osmin ou Osmieu
- (f) Osulina
- (m) Osvald : de l'anglo-saxon : ōs (dieu) et waldan (gouverner).
- (m) Oton : du germanique od (biens, richesses, prospérité).

### P
- (m) Pacian ou Pacient : du latin patiens (celui qui endure, celui qui souffre).
- (m) Pacòmi
- (m) Pagés
- (m) Palai ou Pelagi : du grec πέλαγος pélágos (la pleine mer, le large).
- (m) Pamfil ou Pamfile : du grec pan (tout) et philos (ami).
- (m) Pancrasi
- (m) Pantali ou Pantalí
- (m) Pardós
- (m) Pascal ou Pascau : du latin paschalis (celui qui est né à Pâques).
- (f) Pascala
- (m) Pascalin
- (m) Pastor
- (m) Patric : du latin patricius (patricien).
- (m) Patrici : du latin patricius (patricien).
- (f) Patricia ou Patrícia
- (f) Patz : du latin pax (paix).
- (m) Pau ou Paul : du latin paulus (petit, humble).
- (f) Paula
- (m) Pauleta
- (m) Paulin
- (f) Paulina
- (m) Pèr, Pèir, Pèire ou Pey : du grec πέτρος petros (pierre).
- (f) Pèira
- (f) Peirina
- (f) Peireta, Peiroleta, Peirolina, Peironeta, Peiròta ou Peiroteta
- (f) Peironèla ou Peironia
- (m) Peiròt, Peirotet ou Peyrot
- (m) Pelegrin
- (f) Pelegrina
- (f) Pelagia ou Pelàgia : du grec πέλαγος pélágos (la pleine mer, le large).
- (m) Perfèct
- (m) Perin : variante de Pèir.
- (f) Perpetua
- (x) Petoù
- (m) Placid ou Placide
- (f) Plasença
- (m) Pòli : du grec Ἱππόλυτος Hippólutos (qui délie les chevaux). Les variantes Apòlit et Ipolit existent aussi.
- (m) Policarp
- (m) Policlet
- (m) Polidòr
- (m) Pompèu
- (m) Pons, Ponç ou Pònç : du latin pons (pont).
- (m) Porcari
- (m) Poton
- (f) Potona
- (f) Presada
- (m) Priest
- (f) Prima
- (m) Privat
- (m) Pros : du latin prode (utile, profitable).
- (f) Prosa
- (m) Prospèr
- (m) Prudenci
- (f) Prudencia ou Prudéncia

### Q
- (f) Quitèira ou Quiteria : du gothique witeroc.
- (m) Quintin ou Quentin : du latin quintus (le cinquième).

### R
- (m) Rafèu : de l'hébreu רְפָאֵל Rāfāʾēl (Dieu guérit).
- (f) Rafèla
- (m) Rainier : du germanique ragin (conseil) et hari (armée).
- (f) Raissà
- (m) Ravier
- (m) Rambaut
- (m) Ramon, Ramond ou Raimon : du germanique ragin (conseil) et mundo (protection).
- (f) Ramona, Ramonda ou Raimonda
- (m) Raol, Raols, Ravós ou Raül : du germanique rad (conseil) et wulf (loup).
- (f) Raquèl ou Raquèu : de l'hébreu רָחֵל raḥel (brebis).
- (f) Rebeca : de l'hébreu רבקה Rivqah.
- (f) Regina : du latin rēgīna (princesse, grande dame).
- (m) Règis ou Regís
- (f) Reina : du latin rēgīna (princesse, grande dame).
- (m) Remedi, Remèsi, Romieg, Romiegè
- (f) Renada : forme féminine de Renat.
- (m) Renat : du latin renatus (né une nouvelle fois).
- (m) Renaud ou Reinaud : du germanique ragin (conseil) et wald (qui gouverne).
- (f) Reinauda
- (f) Rejana
- (m) Ricard, Ricaut ou Rigaut : du germanique ric (puissant) et wald (qui gouverne). Les variantes Arricard et Arricart existent aussi.
- (f) Rita ou Rità : du grec μαργαρίτης margarítes (perle).
- (m) Robèrt : du germanique hrod (gloire) et beraht (brillant, illustre).
- (f) Robèrta ou Roberta
- (m) Robin
- (f) Robina
- (m) Ròc : du germanique hrok (tunique courte) ou hruk (corneille).
- (m) Rodòlf, Rodòuf ou Rodòufe : du germanique hrod (gloire) et wulf (loup).
- (m) Rodric ou Roderic : du germanique hrod (gloire) et ric (puissant).
- (m) Rogèr, Rogièr, Rogier ou Rotger : du germanique hrod (glorieux) et ‘’gari’’ (javelot).
- (m) Roman : du latin romanus (romain). La variante Arroman existe aussi.
- (f) Romana
- (m) Romèu, Romieu ou Romèo
- (m) Romuald ou Romuaud : du germanique hrod (gloire) et wald (qui gouverne).
- (m) Rolland ou Rotland : du germanique hrod (gloire) et land (territoire).
- (f) Rollanda ou Rotlanda
- (f) Ròsa
- (f) Rosalia : du latin rosa (rose) et lilium (lis) ou du latin rosaria (le jardin des roses).
- (f) Rosalina ou Rosselina
- (f) Rosamonde
- (m) Rosan
- (f) Rosana
- (f) Roseta
- (f) Rosina
- (m) Rostan ou Rostand : du germanique hrod (gloire) et stain (pierre). La variante gasconne Arrostanh existe aussi.
- (f) Roxana : du grec Ῥωξάνη Rôxánê lui-même issu du persan Rochaniâ (la lumineuse).
- (m) Rufin : du latin rufinus (le petit roux).
- (m) Rupert
- (f) Rut : de l'hébreu רוּת.

### S
- (f) Sabina : du latin sabinus.
- (f) Salòme ou Salomé : de l'hébreu שלום shalom (paix).
- (m) Salvaire, Salvador ou Sauvador : du latin salvare (sauver).
- (m) Samson : de l'hébreu שִׁמְשׁוֹן  chimchon qui provient lui-même de chemech (petit soleil).
- (m) Sans : du latin sanctus (saint).
- (f) Sancha, Sancheta ou Sancia
- (f) Sandrina : la variante Xandròta existe aussi.
- (m) Saornin, Sarnin, Saturnin ou Sernin
- (f) Sara ou Sareta : de l'hébreu שָׂרָה (princesse).
- (f) Saurimonda
- (f) Sauvada : forme féminine de Sauvat.
- (m) Sauvat
- (m) Sauvèstre ou Sauvesti : du latin silva (la forêt).
- (m) Sauvian
- (m) Savaric
- (m) Savin
- (f) Savina
- (m) Savornin
- (m) Savinian
- (m) Sebastian : du grec Σεβαστός Sebastós (vénéré).
- (m) Sebastiana
- (m) Sefrian, Simforiam, Siforian ou Saforian
- (f) Sefriana
- (f) Senegarda
- (f) Serafina : de l'hébreu saraph (brûler).
- (m) Sergi ou Sèrgi
- (m) Seguin : du germanique sig (victoire) et win (ami).
- (f) Serena : du latin serenus (serein, clair, calme, tranquille).
- (m) Seurin ou Séver[g] : du latin severus (sévère, austère).
- (f) Seurina
- (m) Seuvèstre : les variantes Sauvesti, Silvèstre et Sauvèstre existent aussi.
- (m) Severin : du latin severianus (exigeant).
- (f) Severina
- (f) Sibilha
- (m) Sicard ou Sicaut : du germanique sig (victoire) et hard (dur).
- (m) Sidòni
- (f) Sidònia
- (m) Sifre
- (f) Sigolena ou Segolena
- (m) Sigfrèd, Sigfrid, Sifren ou Sufren: du germanique sieg (victoire) et friede (paix)
- (m) Silvan ou Seuvan : du latin silva (forêt). Les formes anciennes de Silvain en occitan ont donné Salvan, Sauvan, Sauvant qui devinrent des noms de familles.
- (m) Silveri
- (f) Silvia ou Sílvia : du latin silva (forêt).
- (f) Silviana ou Silveta
- (m) Silvèstre : les variantes Sauvesti, Seuvèstre et Sauvèstre existent aussi.
- (m) Simian, Simeon, Sumian ou Sumean
- (m) Simon : du grec simos (celui qui a le nez camus) ou de l'hébreu שִׁמְעוֹן shimeone (Dieu a entendu ma souffrance).
- (f) Simona
- (m) Simplici
- (m) Sixt ou Sixte : du latin sextus (le sixième).
- (f) Sobeirana
- (m) Socrata
- (f) Sofia ou Sòfia : du grec σοφία sophia (sagesse, savoir).
- (f) Solanja : du latin solemnis (solennité).
- (m) Sulpici
- (f) Susanna : de l'hébreu שושנה shoshannah (lys, rose).
- (f) Suseta
- (f) Suson
- (m) Superi
- (m) Suverin
- (f) Suverina

### T
- (m) Tancred : du germanique danc (pensée) et rad (conseil).
- (m) Tanegui : du celte tan (feu) et ki (chien).
- (f) Tatiana : du latin tatianus.
- (f) Teresa ou Terèsa : du grec therasia.
- (m) Teobald ou Teobaud : du germanique theud (peuple) et bald (hardi).
- (m) Teodòsi : du grec θεός théos (dieu) et δόσις dosis (don).
- (m) Teodor ou Teodòr : du grec θεός theós (dieu) et δῶρον dōron (don).
- (m) Teodoric ou Tederic : du germanique theud (peuple) et ric (puissant).
- (m) Terenci : du latin terentius.
- (m) Teofil : du grec Θεόφιλος theophilos (qui aime Dieu).
- (m) Tibèri : du germanique theud (peuple) berht (brillant).
- (m) Tierrí, Tierric, Terric ou Teiric : forme savante de Tederic.
- (m) Timotèu : du grec τιμή timê (valeur, estime, honneur) et θεός theos (dieu).
- (m) Titoan, Tòmas ou Tomè : de l'araméen תאומא te'oma (jumeau).
- (m) Totsants
- (m) Tristan : du celtique drust (tonnerre, bruit, révolte, tumulte, vacarme) ou du picte drustan (druide).
- (f) Tristana

### U
- (m) Ubert : du germanique hugu (esprit) et berht (brillant).
- (m) Uc, Ugon, Ugo, Ugues : du germanique hûg (intelligence, esprit, pensée). La variante gasconne Huc existe aussi.
- (m) Ugolin
- (m) Ugolena : forme féminine d'Ugolin.
- (f) Ugueta : forme féminine d'Ugues.
- (m) Ulisses : du grec Ὀδυσσεύς Odusseús.
- (m) Ulric : du germanique uodal ou oþal (patrimoine, richesse, patrie) et ric (puissant).
- (m) Umbert : du germanique berht (brillant, illustre) et hun (très).
- (m) Urban
- (f) Ursula : du gaulois artula (petite oursonne). La variante Orsula existe aussi.

### V
- (m) Valent ou Valens du latin valens (fort, robuste, vigoureux).
- (f) Valenta
- (m) Valentin : variante de Valent.
- (f) Valentina
- (m) Valèri : du latin valere (être fort, avoir de la valeur).
- (f) Valèri, Valèria ou Valerina
- (m) Valerian : du latin valerianus.
- (f) Valeriana
- (m) Venceslau
- (f) Ventúria
- (f) Verana
- (f) Veronica : du macédonien Βερενίκη Bereníkê (qui porte la victoire).
- (f) Vesiada : forme féminine de Vesiat.
- (m) Vesiat : prénom béarnais signifiant choyé ou chéri.
- (f) Viana
- (m) Vincens ou Vicens : du latin vincentius.
- (f) Vincéncia : forme féminine de Vicens.
- (m) Victor ou Victòr : du latin victoris (vainqueur).
- (m) Victorian
- (f) Victoriana
- (f) Victorina
- (m) Vidal ou Vidau : du latin uitalis (qui concerne la vie).
- (f) Vierna
- (m) Virgili ou Vergèli
- (f) Virginia ou Verginia : du latin virgo (vierge).
- (f) Viva
- (m) Vivian : du latin vivo (vivre, durer).
- (m) Viviana

### X
- (f) Xandròta : la variante Sandrina existe aussi.
- (m) Xavièr ou Xavier : du basque etxeberri (maison neuve). La variante Zavièr existe aussi.
- (f) Xavièra : la variante Zavièra existe aussi.

### Z
- (m) Zavièr
- (f) Zavièra
- (m) Zacàrias ou Zacarias : de l'hébreu זְכַרְיָה zekharyah (Dieu s'est souvenu). La variante Jacarià existe aussi.
- (f) Zefirin : du grec zephuros (vent de l’ouest).
- (m) Zefirina
- (f) Zenobia
- (m) Zenon : du grec Ζήνων zếnôn.
- (f) Zita
- (f) Zoè : du grec ζωή zôế ou zoí (vie, existence).

## Prénoms composés
Un prénom composé est l'ensemble de deux prénoms utilisés conjointement dans l'usage quotidien pour désigner une personne. Les prénoms composés peuvent être agglutinés, mais sont plus souvent séparés par une espace (l'emploi du trait d'union est un emprunt récent au français). En théorie, n'importe quel prénom peut faire partie d'un prénom composé, mais l'usage en a imposé plus communément quelques uns.
- (m) Joan Antòni : Jean-Antoine
- (m) Joan Baptista : Jean-Baptiste
- (f) Marianna ou Maria Anna : Marianne, Marie-Anne

## Diminutifs
Un diminutif est un hypocoristique, un procédé de dérivation lexicale permettant d'ajouter une nuance affective au mot considéré, formé sur un nom propre. La grande popularité d'un diminutif peut parfois le conduire à devenir un prénom à part entière voire un patronyme. Les diminutifs occitans peuvent être obtenus par le recours à :
- l'aphérèse qui transforme Aubertina en Tina et Elena en Lena ;
- l'apocope qui transforme Gerard en Ge et Nicolau en Nico ;
- la suffixation qui transforme Brasc en Brasquet, Jan en Jantin, Ange en Angelin, Nicòla en Nicòleta et Arnaud en Arnauton.
- le redoublement qui transforme Gisèla en Gigi, Jiròni en Jiji et Miquèu en Mimi. Ce procédé peut entraîner une confusion de genre qui se résout par le positionnement de l'accent tonique : Lìli (Luis)/Lilì(Liliana) et Lùlu (Ludovic)/Lulù (Luciana).
- la syncope qui transforme Barnabèu en Babèu.

Certains diminutifs n'obéissent à aucune règle particulière comme Chòlo (Francès), Nando (Fernand), Garitin (Margarida) et Madò (Madalena).
Les prénoms les plus usités possèdent toute une déclinaison de diminutifs, pour Jausé, par exemple, on en dénombre treize : Jausepin, Josepin, Pepin, Pepinò, Pino, Pineto, Pinòto, Ninò, Nòto, Ze, Zéze et Zizo.